# 永吉乡
永吉乡，是中华人民共和国甘肃省定西市陇西县下辖的一个乡镇级行政单位。

## 行政区划
永吉乡下辖以下地区：
今农村、永兴村、直沟村、姚家沟村、草滩村、何家门村、许家湾村、尖山村和河口村。